# Villemaur-sur-Vanne
 Villemaur-sur-Vanne  era una población y comuna francesa, situada en la región de Champaña-Ardenas, departamento de Aube, en el distrito de Troyes y cantón de Aix-en-Othe, que el uno de enero de 2016 se unió a las comunas de Aix-en-Othe y Palis formando la nueva comuna de Aix-Villemaur-Pâlis, y pasando a ser una comuna delegada de la misma.

## Demografía
| 506 | 488 | 442 | 384 | 381 | 424 |
| Para los censos de 1962 a 1999 la población legal corresponde a la población sin duplicidades (Fuente: INSEE [Consultar]) |     |     |     |     |     |